# Валюація
Валюація — узагальнення поняття міри, зазвичай визначається на опуклих множинах евклідового простору.

## Визначення
Нехай {\displaystyle K^{n}} — клас усіх непорожніх компактних опуклих множин {\displaystyle \mathbb {R} ^{n}}. Валюація на {\displaystyle K^{n}} це функція {\displaystyle v:K^{n}\to \mathbb {R} } така, що рівняння
{\displaystyle v(S)+v(T)=v(S\cap T)+v(S\cup T)}
виконується для будь-яких {\displaystyle S,T\in K^{n}} таких, що {\displaystyle S\cup T\in K^{n}},

### Зауваження
- Валюація називається неперервною, якщо вона неперервна відносно метрики Гаусдорфа.
- Валюація називається інваріантною відносно рухів, якщо для будь-якого руху φ і будь-якого {\displaystyle S\in K^{n}}виконується
{\displaystyle v(S)=v(\phi (S))}

## Приклади
Середня поперечна міра
{\displaystyle k}-а середня поперечна міра {\displaystyle W_{k}(S)} тіла {\displaystyle S\in K^{n}} визначається як середня {\displaystyle k}-вимірна площа проєкцій {\displaystyle S} на {\displaystyle k}-вимірні площини.
Зокрема,
- {\displaystyle W_{n}(S)} — об'єм {\displaystyle S},
- {\displaystyle W_{n-1}(S)} — пропорційна площі поверхні {\displaystyle S}.
- {\displaystyle W_{k}(\lambda \cdot S)=|\lambda |^{k}\cdot W_{k}(S)}

Валюація Дірака
Валюація Дірака {\displaystyle \delta _{x}} точки {\displaystyle x} визначається як
{\displaystyle \delta _{x}(U)={\begin{cases}0&{\text{якщо}}~x\notin U\\1&{\text{якщо}}~x\in U\end{cases}}}

## Властивості
- Теорема Гадвіґера: будь-яку неперервну валюацію, інваріантну відносно рухів, можна подати у вигляді лінійної комбінації поперечних мір.
- Будь-яка валюація на цілих багатогранниках, інваріантна відносно цілих зсувів і {\displaystyle \mathrm {SL} (n,\mathbb {Z} )}, виражається як лінійна комбінація коефіцієнтів многочлена Ергарта.[1]